# Південний Барандузчай
Південний Барандузчай, Барандузчай-є-Джонубі (перс. دهستان باراندوزچای جنوبی) — дехестан в Ірані, у Центральному бахші шахрестану Урмія провінції Західний Азербайджан. До складу дехестану входять 34 села.

## Села
Аґболаґ, Айсі-Лу, Баланедж, Барбаран, Баруж, Баят, Бозорґ-Абад, Ґолданлу, Дарін-Калаах, Дулама, Зовік, Ілазґі, Калах-Джук, Карвансара, Касемлу, Кукія, Курані, Махмудабад, Мобаракабад, Нівлу, Новруз-Болаґі, Рахімабад, Сейлане, Тапе-Макі, Тарзлу, Тазе-Канд-е-Джамалхан, Тулкан, Туматар, Тупузабад, Узан-Малек, Фуладлу, Хесар-е-Аґ-Болаґ, Шаабан-Канді, Шіру-Канді.